# Cacheu (regio)
Cacheu is een van de acht regio's van Guinee-Bissau en beslaat het noordwestelijk deel van dat land. De regio is een kleine 5200 vierkante kilometer groot en had in 2004 bijna 165.000 bewoners. De hoofdstad van de regio is eveneens Cacheu geheten.

## Grenzen
De regio Cacheu ligt van het westen tot het zuiden tegen de Atlantische Oceaan. De regio deelt verder een grens met buurland Senegal in het noorden:
- De regio Ziguinchor in het noordwesten.
- De regio Kolda in het noordoosten.

Cacheu ligt ook tegen twee andere regio's:
- Oio in het oosten.
- Een korte grens met Biombo in het zuidoosten.

## Sectoren
De regio is onderverdeeld in zes sectoren:
- Bigene
- Bula
- Cacheu
- Caio
- Canghungo
- Sao Domingos

Bafatá · Biombo · Bissau · Bolama · Cacheu · Gabú · Oio · Quinara · Tombali